# Port Townsend (Washington)
Port Townsend je grad u američkoj saveznoj državi Washington. Prema popisu stanovništva iz 2010. u njemu je živjelo 9.113 stanovnika.